# MP3Gain
MP3Gain — компьютерная программа для нормализации громкости MP3-файлов. Первая версия появилась 29 марта 2002 года.
Программа состоит из двух частей: базовой части (бэк-энда), которая непосредственно осуществляет действия с MP3-файлами, является общей для всех вариантов использования и работает в режиме командной строки, а также из опциональной GUI-надстройки к ней, написанной на Visual Basic и привычной большинству пользователей под Windows.
Последняя версия базовой части MP3Gain — 1.5.2 r2. Она входит в состав обеих версий графической оболочки для Windows: стабильной 1.2.5 и бета-версии 1.3.4. При желании пользователей, знакомых с командной строкой, базовая часть может использоваться и напрямую.

## Описание

### Принцип действия
Пользователь загружает отдельные файлы или целую папку в окно программы, далее после нажатия в меню кнопки «Анализ Трек» или «Анализ Альбом» (в зависимости от нужного результата) MP3Gain анализирует MP3-файлы, чтобы определить, насколько громко они звучат для человеческого уха. После анализа в колонке Уровень отображается громкость каждого трека. В случае, если в нём присутствует клиппинг, в соответствующей колонке появляется буква Y, и вся строка окрашивается в красный цвет. В колонке «Трек» или «Альбом» (также зависит от анализа) отображается количество децибел, на которое программа предлагает изменить уровень громкости так, чтобы они имели одинаковую громкость. Затем после нажатия кнопки «Тип Трек» или «Тип Альбом» программа нормализует треки, ориентируясь на определённую «норму» громкости. По умолчанию «нормой» громкости является 89 децибел. По мнению большинства специалистов[каких?], именно это число даёт наиболее качественные результаты в плане нормализации и устранения клиппинга. По желанию пользователь может выставить в качестве нормы любое значение от 75 до 105 децибел.
Программа работает в трёх режимах:
- режим Трек — коррекция громкости выполняется до выбранного уровня для нескольких треков. MP3Gain приводит уровень громкости каждого трека в соответствие с требуемым уровнем.
- режим Альбом — коррекция громкости выполняется для собрания песен, вместе составляющих CD или альбом (программа считает альбомом треки, расположенные в одной папке). Применив Тип Альбом, пользователь как бы только однажды регулирует громкость для всего СD, загруженного в CD-плеер. Общая громкость альбома будет отрегулирована в соответствии с требуемым уровнем, но разница в громкости между треками в альбоме будет сохранена. Например, имеется 3 песни с уровнем громкости 86, 91 и 89 дБ, общая громкость этого альбома будет около 89 дБ. Если требуемый уровень установлен 92 дБ, и применён Тип Альбом, MP3Gain увеличит громкость каждой из этих песен на 3 дБ.
- режим Константа — этот режим похож на режим Альбом. В нём громкость всех треков просто увеличиваются или уменьшается на заданное количество децибел без какой-либо нормализации относительно друг друга.

Также в программе присутствует функция максимизации громкости (пиковой нормализации), т. е. максимально возможного увеличения громкости для каждого трека без появления клиппинга. Тот же эффект достигается, если в настройках поставить галочку Изменение уровня без клиппинга. Однако это не лучший способ нормализации треков, так как если в файле будет несколько больших пиков, то его средний уровень окажется мал. В итоге разница в громкости может не только не измениться, но и увеличиться. При включении функций максимизации программа выдаёт соответствующее предупреждение. Максимизацию можно применить как для отдельных треков, так и для целого альбома.

### Графические интерфейсы
Базовая часть программы работает в интерфейсе командной строки, в ранних версиях этот вариант был единственным. Позже для неё появился собственный графический интерфейс MP3Gain-GUI для операционной системы Windows, написанный на языке программирования Visual Basic.
Графические интерфейсы сторонних разработчиков есть и для других операционных систем: easyMP3Gain — для Linux, MacMP3Gain — для Mac OS X, и JavaMP3Gain — для запуска в операционных системах с установленной Java Runtime Environment. Есть и кроссплатформенные оболочки — wxMP3gain и QMP3Gain.

## Достоинства и недостатки

### Достоинства
- Возможность пакетного анализа и обработки файлов.
- Нормализация происходит по алгоритму Lossless Gain Adjustment без перекодировки файла, а значит без потери качества. Можно нормализовывать один и тот же файл множество раз без риска его испортить.
- Возможность применения нормализации только к выделенному в окне треку.
- Программа записывает изменения громкости в файл в виде APEv2-тегов, благодаря чему сохраняется возможность отмены последних сделанных изменений. Также есть возможность изменять файл напрямую, но в этом случае отменить действия автоматически будет уже невозможно.
- Сохранение даты создания файла.
- Сохранение ID3-тегов, в том числе и обложек альбомов.
- Возможность сохранить результаты предыдущего анализа, а затем применить их для последующей нормализации.
- Ведение лог-файлов.
- Многоязычный интерфейс, поддержка 28 языков.
- Полностью локализованное справочное руководство, которое можно скачать на официальном сайте.

### Недостатки
- Если в настройках выставить слишком большую «норму» громкости, то велика вероятность появления искажений в звуке. Чтобы полностью исключить срезы, необходимо нормализовывать по значению, предлагаемому автором (89 дБ), однако для некоторых современных слушателей оно может показаться слишком тихим.
- В программе не учитывается динамический диапазон звука, из-за чего некоторые песни могут звучать не одинаково громко даже если программа показывает одинаковые значения громкости.
- Программа может подстраивать громкость только с шагом в 1,5 дБ из-за технических ограничений формата MP3, но сама эта погрешность никак не влияет на качество нормализации.
- Программа работает только с MP3-файлами. Существует модификация для формата AAC.
- Иногда MP3Gain ошибочно распознаёт MP3, как MP1 или MP2. В настройках проверку этих расширений можно отключить, но если у пользователя действительно имеются такие файлы с ошибочным расширением MP3, то при нормализации они могут быть повреждены.
- При большом количестве файлов анализ может затянуться на несколько часов. Сам процесс нормализации с применением заранее сохранённых результатов анализа проходит гораздо быстрее.
- Плохо поддерживает юникод, в бета-версии 1.3.4 реализована его экспериментальная поддержка, однако она не совершенна. В результате некоторые файлы MP3, содержащие в своём названии юникод могут быть не замечены программой.
- Разработка программы прекращена в 2010 году.